# Matthieu Paléologue Asen
Matthieu Palaiologos Asen ( grec moderne : Ματθαῖος Παλαιολόγος Ἀσάνης  ; décédé le 29 mars 1467) était un aristocrate et fonctionnaire byzantin, apparenté aux dynasties Asen et Paléologue.

## Biographie
Il était le fils de Paul Asen et frère de Simonis et de Theodora Asanina.  En 1441,  sa sœur Théodora épousa le despote Démétrios Paléologue,  dont la carrière fut étroitement liée au destin de Matthieu.  L'historien bulgare Ivan Bozhilov émet l'hypothèse que Matthieu aurait dû naître dans les premières années du XVe siècle, mais avant 1405 environ. 
Matthieu apparaît pour la première fois en septembre 1423, lorsqu'il fut envoyé avec son beau-frère comme envoyé auprès du roi Sigismond de Hongrie.  En 1442, il joua un rôle actif dans l'échec du siège de Constantinople mené par Démétrios avec l'aide des Ottomans. Les deux hommes furent arrêtés sur ordre de l'empereur Jean VIII, mais réussirent à fuir et furent temporairement hébergés par les Génois à Galata. 
Il accompagna ensuite Démétrios à son poste de gouverneur de Lemnos, et le suivit ensuite au despotat de Morée.  En 1452, il remporta une victoire sur une armée ottomane dirigée par Turahanoğlu Ahmed Bey à Leontari, en l'attirant dans un étroit défilé. La plupart des Turcs tombèrent et Ahmed Bey lui-même fut capturé.  
À partir de 1454, il fut gouverneur de Corinthe, jusqu'à ce qu'il rende la forteresse au sultan ottoman Mehmed II en 1458.  À la mi-mai 1460, lorsque Mehmed arrive à Corinthe et exige que Démétrios, son vassal, vienne à sa rencontre, ce dernier prend peur et envoie Matthieu à sa place. Le sultan était connu pour respecter Matthieu, mais l'absence de Démétrios le rendit furieux, et il ne fut pas apaisé par les somptueux cadeaux que Matthieu apportait avec lui. Matthieu fut placé en état d'arrestation et Mehmed marcha contre Mistra, la capitale de la Morée. Démétrios capitula la ville le 29 mai, mettant fin au despotat.  En récompense, Démétrios reçut comme apanage la ville d'Ainos en Thrace, où lui, Théodora et Matthieu passèrent les sept années suivantes. À ce moment-là, ils tombèrent soudainement en disgrâce auprès du sultan et furent dépossédés. Selon Sphrantzes, une source certes hostile, c'était parce que Matthieu, qui était chargé du monopole du sel, permettait à ses subordonnés de tromper les fonctionnaires des impôts du sultan.  Démétrios, Théodora et Matthieu quittèrent Ainos pour Didymotique, où ils vécurent dans une grande pauvreté,  et où Matthieu mourut le 29 mars 1467.  Après cela, le sultan eut pitié de Démétrios et de sa femme, leur permettant de s'installer à Andrinople, près de leur fille Hélène, et leur versa une petite pension jusqu'à leur mort en 1470. 
Matthieu Paléologue Asen était marié à la fille du mesazon Eudaimonoioannes. Il avait probablement une fille unique dont on ne connaît pas le nom et qui est décédée peu de temps après lui.   Bozhilov théorise que Thomas Asen Paléologue, un exilé byzantin dans le royaume de Naples et lui-même « seigneur de Corinthe », était son petit-fils. 